# Desfile do Dia da Vitória em Moscou em 2019

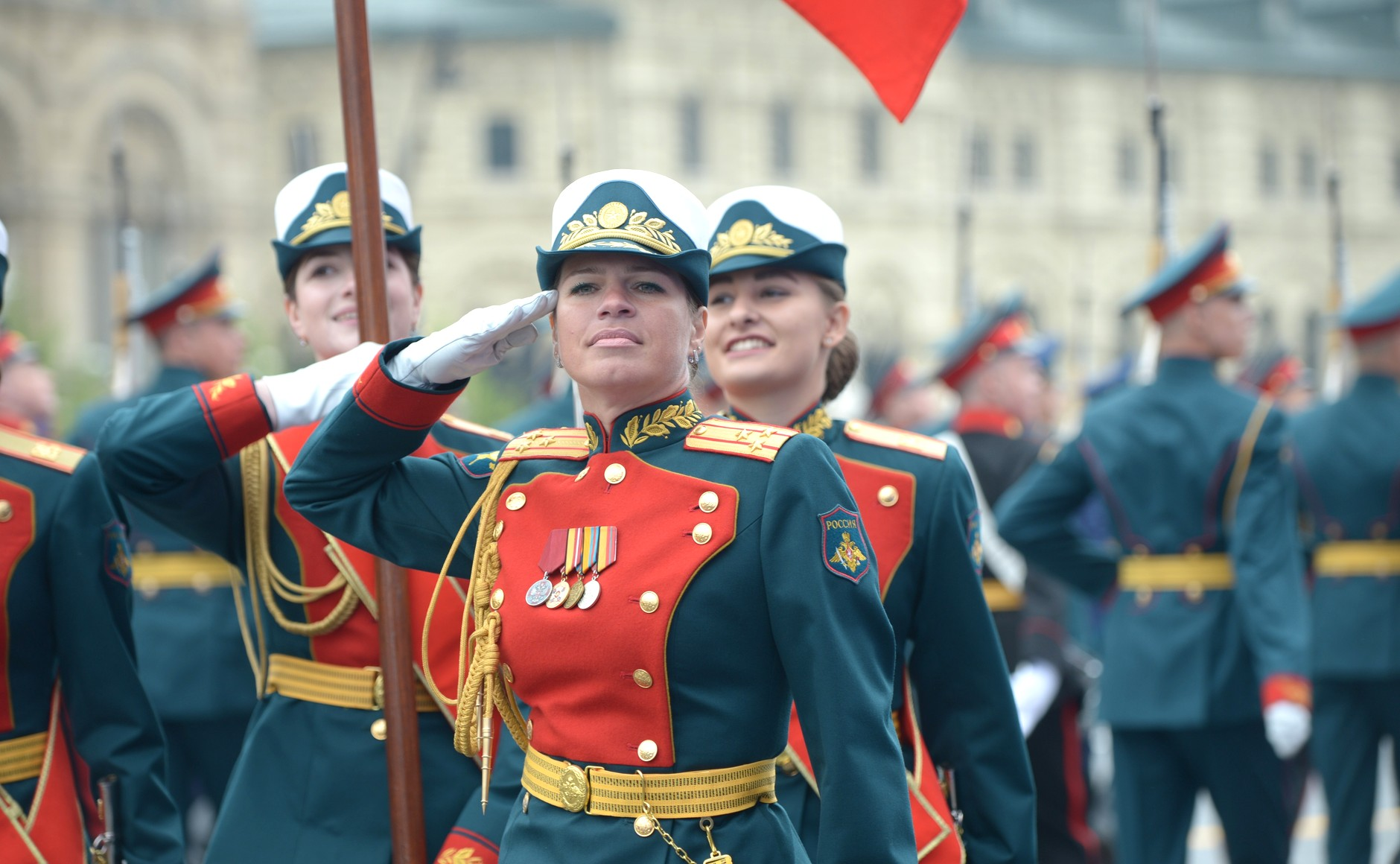
Uma guarda de honra feminina durante a parte de treinamento de exibição do desfile

O Desfile do Dia da Vitória em Moscou em 2019 foi um desfile militar que ocorreu na Praça Vermelha, em Moscou, em 9 de maio de 2019, para comemorar o 74º aniversário da vitória soviética sobre a Alemanha Nazista na Grande Guerra Patriótica. Foi o maior de todos os desfiles realizados neste dia na Rússia e em muitas antigas repúblicas da União Soviética. 
O Presidente da Federação Russa, Vladimir Putin, fez seu décimo sexto discurso comemorativo à nação após a inspeção do desfile presidida pelo Ministro da Defesa, General do Exército Sergei Shoigu, acompanhado pelo comandante do desfile, General do Exército Oleg Salyukov, Comandante-em-Chefe das Forças Terrestres Russas, que participou do desfile pelo sexto ano consecutivo.

## Particularidades
Assim como nos desfiles anteriores ao pré-jubileu, este evento serve como uma celebração preparatória e um marco inicial nacional para as comemorações do 75º Jubileu de Diamante da vitória dos Aliados na Europa Oriental sobre as potências do Eixo, previsto para maio de 2020. Além disso, presta homenagem aos homens e mulheres das Forças Armadas Russas que atuaram na Síria. Durante o desfile, uma versão especial da limusine blindada Aurus Senat foi apresentada, substituindo os veículos utilizados em anos anteriores para transportar o Ministro da Defesa e o comandante do desfile na Praça Vermelha.  A Fanfarra Cerimonial de Nikolai Samokhvalov foi tocada pela primeira vez em quase 20 anos antes do discurso do Presidente Putin. Foi apresentada anteriormente nas Paradas da Vitória de 1990 a 2000. 
Pelo quarto ano consecutivo, o desfile contou com um regimento formado por cadetes femininas da Universidade Militar do Ministério da Defesa, da Academia de Logística Militar e da Academia Espacial Militar. Pela primeira vez, guardas de honra femininas participaram da marcha, junto com um novo integrante: o Corpo de Cadetes da Universidade de Assuntos Internos de Moscou, representando os homens e mulheres da polícia russa. Outro estreante no evento foi o contingente de alunos do Corpo de Cadetes de Moscou do Comitê Investigativo da Rússia. Pelo segundo ano consecutivo, a 1ª Companhia de Guardas de Honra do 154º Regimento de Comandantes Independentes de Preobrazhensky integrou o segmento de exercícios de exibição do desfile, acompanhada por uma linha de tambores do Colégio Militar de Música de Moscou. Essa performance foi realizada pela segunda vez desde o desfile de 2007, mantendo uma tradição recente iniciada no desfile de 2001.  Pela primeira vez em 5 anos, não se esperava que líderes estrangeiros participassem do desfile como convidados de honra;  apesar disso, o ex-presidente do Cazaquistão, Nursultan Nazarbaev, compareceu.
Foi o segundo desfile em que o segmento de sobrevoo foi cancelado devido ao mau tempo, apesar da semeadura de nuvens realizada para dispersá-las.  

## Preparativos
A partir de janeiro de 2019, os preparativos para o desfile envolveram uma intensa participação das unidades militares. Os treinamentos individuais foram realizados em diversas instalações militares para todas as unidades que participariam dos desfiles nacionais e locais. No Oblast de Moscou, os treinos começaram no início de março no campo de Alabino e em outros locais, antecedendo os ensaios completos do desfile, que tiveram início no final do mês.
O período de preparação para o desfile teve início oficialmente em 26 e 27 de março de 2019, no Campo de Treinamento de Alabino, Oblast de Moscou. Mais de 17.600 militares, entre homens e mulheres, reuniram-se para iniciar mais de um mês de ensaios práticos, acompanhados por mais de 190 veículos das Forças Armadas, da Guarda Nacional e do Ministério de Assuntos Internos, além de cerca de 3.800 tripulantes.  
O primeiro ensaio geral ocorreu em 3 de abril de 2019, também em Alabino, com a participação das colunas terrestres e móveis. Paralelamente, os treinos da formação aérea começaram separadamente no campo de aviação de Kubinka, localizado a poucos quilômetros da Praça Vermelha.   
Em 17 de abril, as novas limusines de desfile foram testadas para garantir sua prontidão para a fase final de ensaios e o dia do evento.  Já em 19 de abril, o canal Moscow 24 exibiu uma entrevista com alguns artilheiros da bateria de artilharia da guarnição de Moscou, que se preparavam para realizar as 21 saudações cerimoniais durante a execução do hino nacional. 

### Cronograma dos preparativos em Moscou
- 26–27 de março até 6 de abril – início dos treinos de desfile em Alabino, Oblast de Moscou
- 2ª a 3ª semana de abril – Treino geral no campo de treinamento de Alabino, incluindo sobrevoo [13]
- 4ª semana de abril até 2 dias antes do Dia da Vitória - treinos na Praça Vermelha até o treino geral
  - 29–30 de abril, 2–6 de maio – ensaios de desfile noturno
  - 4–5 de maio – Práticas de sobrevoo aéreo
  - 7 de maio – a clínica geral será realizada às 10h MST (transmitida ao vivo)

## Ordem completa do desfile

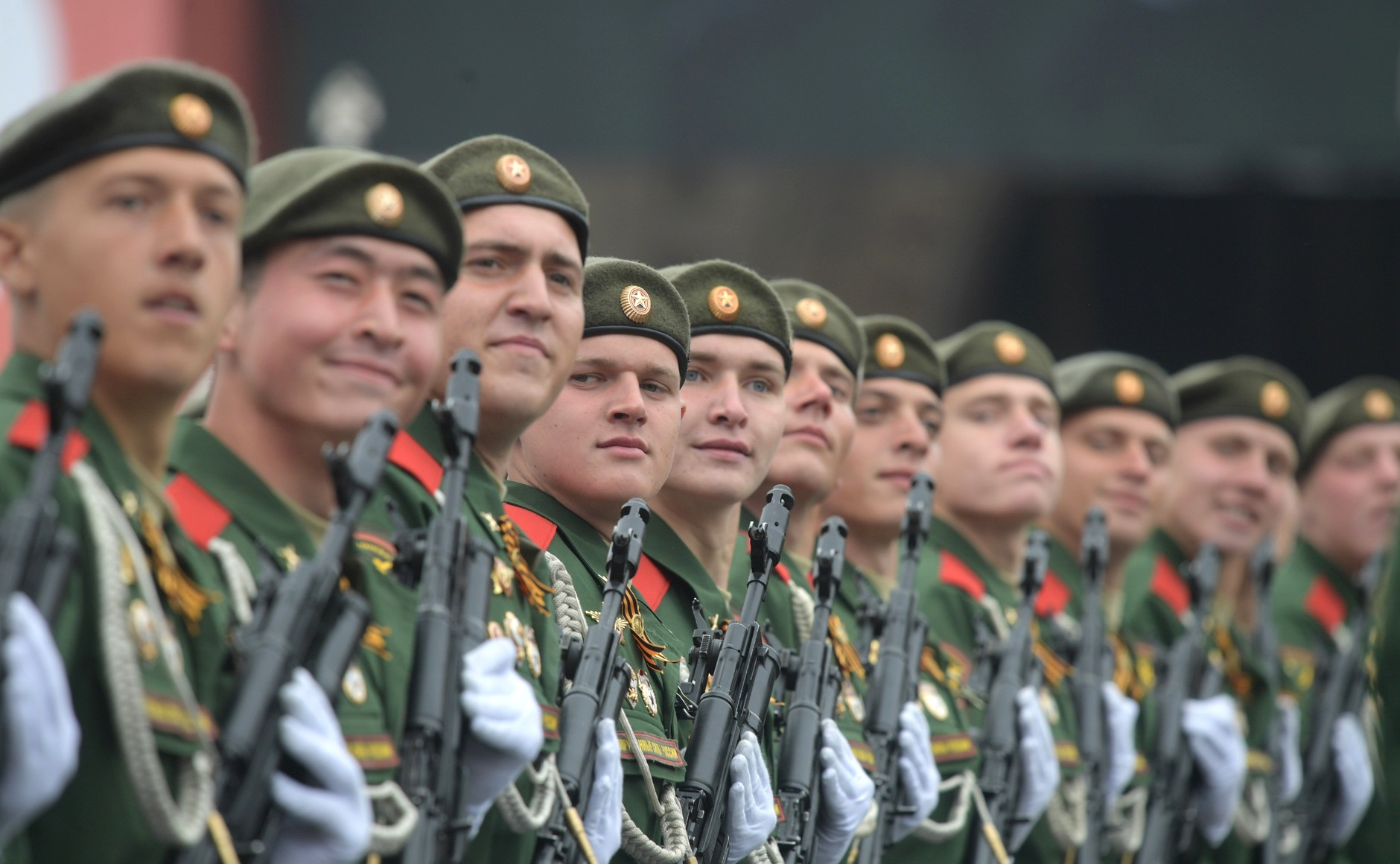
Um contingente das Forças Terrestres Russas durante o desfile.

### Bandas Militares
- Bandas Militares em Massa das Forças Armadas sob a direção do Diretor Sênior de Música do Serviço de Bandas Militares das Forças Armadas da Federação Russa, Major-General Timofey Mayakin
- Corpo de Tambores da Escola Militar de Música de Moscou

### Coluna de infantaria
- 154º Regimento de Comandantes Independentes de Preobrazhensky, Guarda de Cor
- Companhia de Guardas de Honra do 1º Batalhão de Guardas de Honra, 154º PICR
- Escola Militar Suvorov
- Escola Naval Nakhimov
- Corpo de Cadetes da Marinha de Kronstadt
- Escola de Cadetes Presidenciais da Guarda Nacional de Moscou
- Corpo de Cadetes de Moscou do Comitê Investigativo da Rússia
- Unidade de Cadetes Patrióticos do Exército Jovem de Moscou (em nome do Movimento Nacional dos Cadetes do Exército Jovem)
- Escola Nacional de Pensões de Moscou Corpo de Cadetes
- Academia de Armas Combinadas das Forças Armadas da Federação Russa
- Universidade Militar do Ministério da Defesa da Federação Russa
- Academia Militar de Defesa Aérea das Forças Armadas "Marechal Alexander Vasilevsky"
- Academia Militar de Segurança Material e Técnica "General do Exército A.V. Khrulev"
- Academia da Força Aérea Zhukovsky – Gagarin
- Academia Espacial Militar "Alexander Mozhaysky"
- Academia Naval "Almirante da Frota da União Soviética Nikolai Kuznetsov"
  - Representado pelo Corpo de Cadetes Navais de Pedro, o Grande - Instituto Naval de São Petersburgo
- Instituto Militar Naval Superior do Mar Negro "Almirante Pavel Nakhimov"
- 336ª Brigada de Infantaria Naval de Guardas da Frota do Báltico
- 61ª Brigada de Fuzileiros Navais Kirkinesskaya da Frota do Norte
- Academia Militar das Forças de Mísseis Estratégicos de Pedro, o Grande
- Escola Superior de Comando Aerotransportado da Guarda Riazã "General do Exército Vasily Margelov"
- 98ª Divisão Aerotransportada de Guardas
- Batalhão da Polícia Militar de Moscou
- Forças de Engenharia da Academia Militar de Defesa e Controle Nuclear, Biológico e Químico" Marechal da União Soviética Semion Timoshenko"
- 29ª e 38ª Brigadas Ferroviárias Independentes das Tropas Ferroviárias Russas
- Academia de Defesa Civil do Ministério de Situações de Emergência
- ODON Ind. Divisão Motorizada do Comando das Forças da Guarda Nacional, Serviço Federal da Guarda Nacional da Federação Russa "Felix Dzerzhinsky"
- Instituto Militar de Saratov do Comando das Forças da Guarda Nacional
- Universidade de Assuntos Internos de Moscou
- Instituto Militar de Moscou do Serviço Federal de Fronteiras da Federação Russa "Conselho Municipal de Moscou"
- 2ª Divisão de Rifles Motorizados de Guardas Tamanskaya "Mikhail Kalinin"
- 4ª Divisão de Tanques de Guardas "Iúri Andropov"
- 27ª Brigada de Rifles Motorizados de Guardas Separados
- Escola de Treinamento de Alto Comando Militar de Moscou

### Coluna Móvel
- Tanque médio T-34/85
- Veículo de mobilidade de infantaria GAZ-233114 "Tigr-M"
- GAZ-233114 "Tigr-M" com estação de armas remota Arbalet-DM montando uma metralhadora pesada Kord
- Sistema ATGM móvel Kornet D/EM no chassi GAZ-233116 "Tigr-M"
- BMP Kurganets-25 IFV
- Veículo de combate de infantaria BMP-3
- Tanque de batalha principal T-14
- Veículo blindado de apoio de combate BMPT Terminator
- Tanque de batalha principal modernizado T-72 B3M (T-72B4)
- BTR-MDM "Rakushka" APC
- BMD-4 M IFV de lançamento aéreo
- Obuseiro autopropulsado sobre esteiras 2S19 Msta-S
- Sistema de mísseis balísticos táticos móveis 9K720 Iskander-M
- Sistema MRL móvel BM-30 Smerch
- Complexo SAM Tor-M2U em chassis de esteiras
- Sistema SAM móvel rastreado Buk-M2
- Sistema SAM móvel Pantsir-S1 em chassis com rodas
- Sistema de lançamento de mísseis antiaéreos S-400 Triumf no lançador transportador-eretor 5P85SM2-01
- Patrul-A MRAP
- Ural-VV MRAP
- Kamaz 53949 Typhoon-K MRAP
- Ural Typhoon MRAP
- ICBM RS-24 Yars no lançador transportador-eretor sobre rodas 15U175M
- VPK-7829 Bumerang APC com rodas

## Outros desfiles
Seguindo a tradição, outras 27 grandes cidades russas, incluindo Sebastopol e Querche, na disputada Crimeia, realizaram desfiles comemorativos no mesmo dia, alguns com sobrevoos. Além disso, 50 outras cidades do país promoveram desfiles conjuntos entre civis e militares. As celebrações do feriado também ocorreram em quase todas as ex-repúblicas da União Soviética.
Um dos maiores desfiles fora da capital aconteceu na Praça do Palácio, em São Petersburgo, como uma celebração final do jubileu de diamante, marcando o fim do longo Cerco de Leningrado, que já havia sido homenageado com um desfile em 31 de janeiro. Durante o evento, unidades da coluna móvel exibiram faixas de antigas unidades soviéticas, mantendo viva a tradição da Segunda Guerra Mundial e o legado de serviço dessas tropas.
Além disso, as Forças Armadas Sérvias realizaram um desfile em Belgrado em 10 de maio, prestando homenagem aos veteranos sérvios ainda vivos que serviram nos Partisans Iugoslavos e no Exército Real Iugoslavo durante a Segunda Guerra Mundial, assim como aos veteranos do bombardeio da Iugoslávia pela OTAN em 1999. 